# Maria Dorota Radziwiłłowa

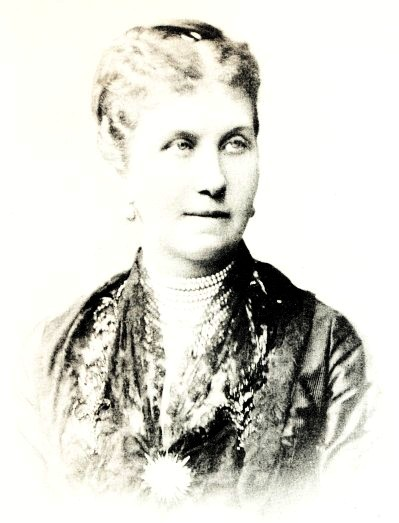
Księżna Maria Radziwiłł około 1890 roku

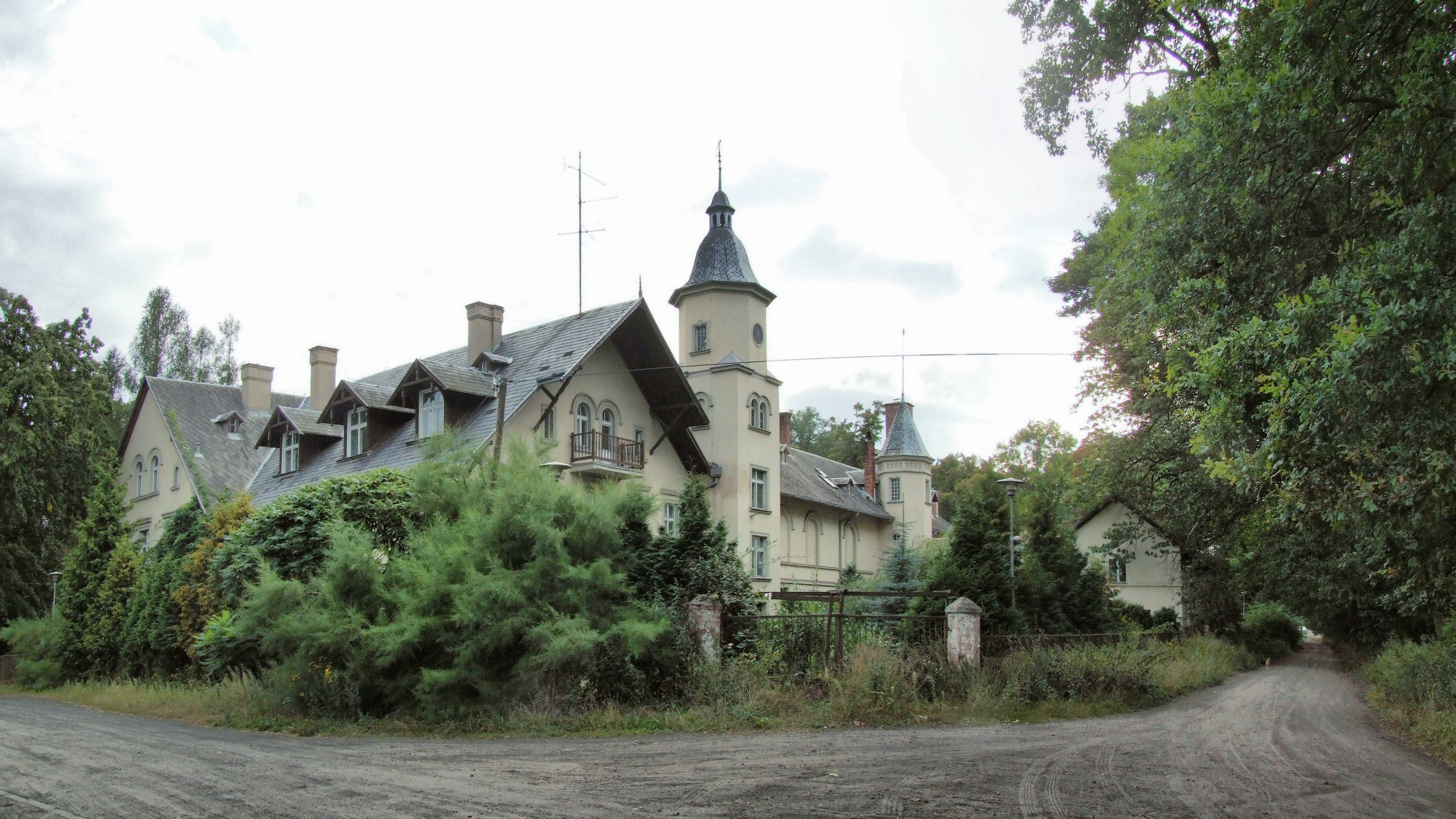
Pałac w Klenicy

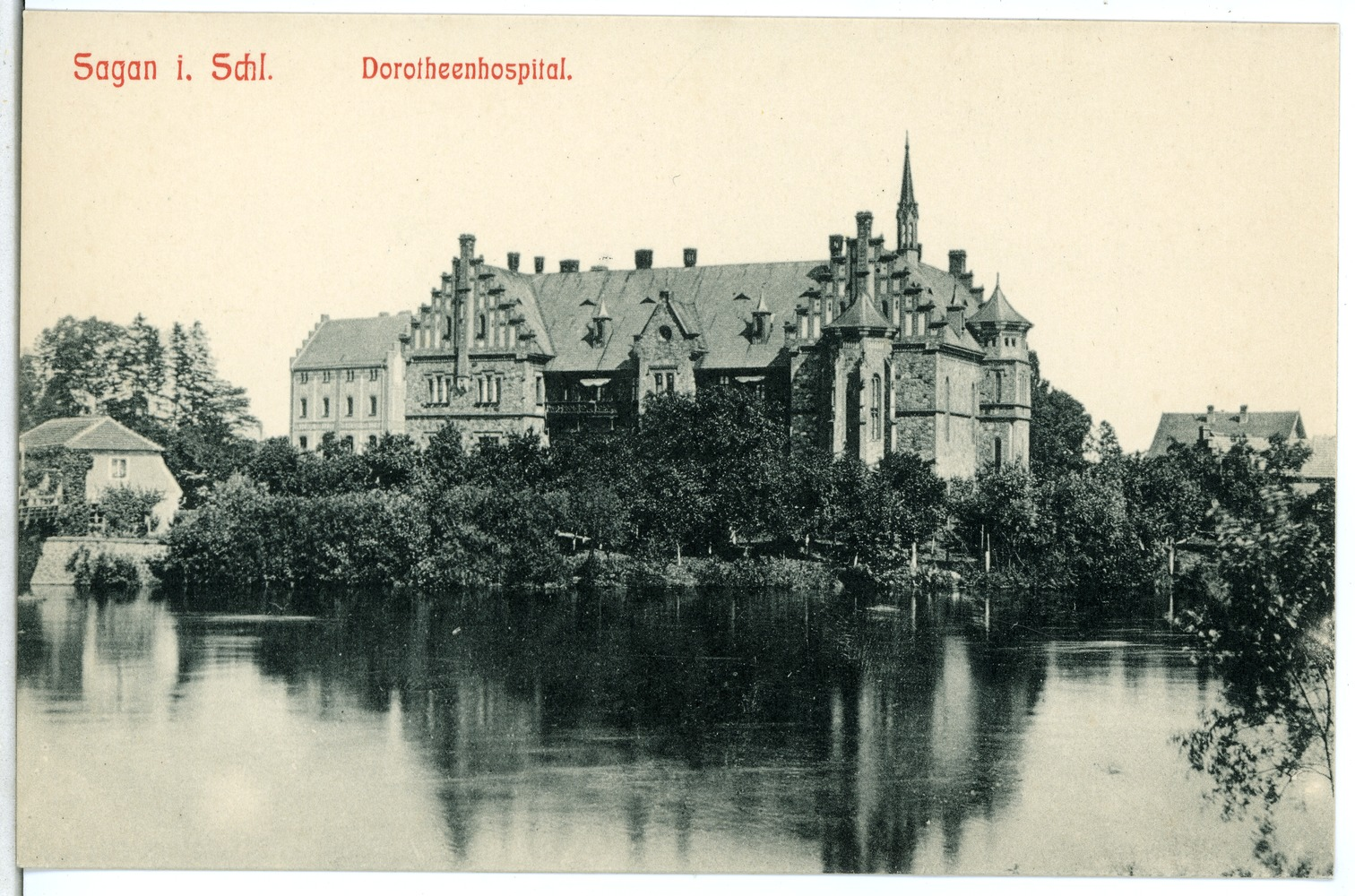
Szpital św. Doroty w Żaganiu

Maria Dorota de Castellane (ur. 19 lutego 1840 w Rochette, zm. 10 lipca 1915 w Klenicy) – markiza, ordynatowa Nieświeża, autorka licznych wspomnień. 
Była córką Henryka de Castellane i Pauliny de Talleyrand-Périgord, żoną Antoniego Wilhelma Radziwiłła oraz matką Stanisława Wilhelma i Jerzego Fryderyka.
Po siedmiu latach wychowania się na dworze paryskim, przyjechała do Żagania, gdzie pod dobrą opieką babki Doroty de Talleyrand-Perigord, księżnej żagańskiej i kurlandzkiej, otrzymała niezwykle staranną edukację, pogłębioną jeszcze własnym zamiłowaniem do muzyki i malarstwa.
W Żaganiu Maria wyrosła na smukłą szatynkę o żywym temperamencie. W tym samym duchu wychowała też później swojego syna, Stanisława Wilhelma Radziwiłła, który był adiutantem Józefa Piłsudskiego.
Księżna Maria wyszła za mąż za Antoniego Radziwiłła nie tylko z porywu serca, co za namową babki, księżnej de Dino. Panna młoda liczyła lat 17, a pan młody 24. Ślub odbył się 3 października 1857 roku w żagańskim kościele pw. Wniebowzięcia NMP z udziałem Ferenca Liszta, który na organach zagrał młodej parze Veni Creator Spiritus. 
Księżna wielokrotnie odwiedzała węgierskiego kompozytora w Weimarze, również gościła go w Berlinie i Dreźnie, gdzie prowadziła znane w intelektualnych kręgach salony literacko-polityczne. Prowadziła również działalność charytatywną, ufundowała bogato zdobiony ornat dla szpitala św. Doroty w Żaganiu prowadzonego przez siostry zakonne św. Karola Boromeusza z Trier.
Maria Radziwiłł otrzymała od babki dobra klenickie koło Zielonej Góry. Gdy mąż przebywał u boku cesarza Niemiec Wilhelma I, ona mieszkała w pałacu myśliwskim, gościła tam wiele znakomitości ówczesnej Europy, a po śmierci męża w roku 1904 zamieszkała na stałe. Przygotowywała do druku pamiętniki swojej babki pt. Duchesse de Dino. Chronique de 1831-1862, publiee par la Princesse Radziwille nee Castellane, które zostały wydane  w czternastu tomach w latach 1909–1911. 
W 1875 roku zainicjowała prace mające na celu przywrócenie zamku w Nieświeżu do stanu sprzed 1812 roku. Park o powierzchni 100 ha, przekształciła w park krajobrazowy wzorując się na parku pałacowym w Żaganiu, który był zaprojektowany przez Książęcego Inspektora Ogrodów i Parków, Oskara Teicherta.
Maria urodziła dwóch synów: starszy Jerzy Fryderyk otrzymał Nieśwież, a Stanisławowi Wilhelmowi matka przekazała dobra klenickie. W roku 1906 ożenił się on z Dolores Konstancją Joanną Marią z Radziwiłłów linii szydłowiecko-połanieckiej. 
Księżna Maria Dorota Radziwiłł zmarła 10 lipca 1915 roku w Klenicy, jej szczątki zostały przywiezione do Nieświeża i spoczęły w mauzoleum rodziny Radziwiłłów w podziemiach kościoła pw. Bożego Ciała.